# Artere sigmoide
Arterele sigmoide, două sau trei la număr, au un traseu oblic în jos și la stânga în spatele peritoneului și în fața mușchiul psoas major, uretere și vaselor spermatice interne. Ele provin din ramura arterei mezenterice inferioare a aortei abdominale.
Ramurile lor alimentează partea inferioară a colonului descendent, colonul iliac și colonul sigmoid sau pelvian; anastomozându-se deasupra cu artera colică stângă, iar dedesubt cu artera hemoroidală superioară.